# 安妮·奧克利
安妮·奧克利（1860年8月13日—1926年11月3日）是十九世紀聞名美國西部的女神槍手。她的驚人天賦在15歲時首次曝光，在槍擊比賽中擊敗另一名神槍手法蘭克·E·巴特勒，之後兩人結為夫妻。在水牛比爾的邀請下，兩夫妻一同成為了水牛比爾的狂野西部秀（Buffalo Bill's Wild West）的成員，在美國和歐洲各地巡迴表演。奧克利最後成為了國際知名的人物，她曾在許多皇室成員和國家元首面前表演槍法，包括英國維多利亞女王和義大利翁貝托一世，其中德國皇帝威廉二世更是她的忠實粉絲，不但曾多次觀看她的表演，後來還在表演中志願讓奧克利射擊他的香菸。

## 早年
奧克利於1860年8月13日在美國俄亥俄州達克郡一間小木屋中出生，出生名為菲比·安·摩西（Phoebe Ann Mosey），該地點位於俄亥俄州北極星村往東約5英哩處。現今該地點遺址附近設有一座石製紀念碑，設於1981年。
她的父母分別為雅各·摩西（Jacob Mosey）和蘇珊·懷斯·摩西（Susan Wise Mosey），兩人是來自賓夕法尼亞州霍利迪斯堡的英格蘭裔貴格會教徒，於1848年時結婚。大約1855年時，他倆搬到了達克郡的帕特森鎮，在那住進了租來的農場（之後透過抵押買下來了）。
安妮是家中九個孩子中的老六，若將其中兩名夭折的兄弟姊妹扣除的話，她則排老五。她的手足依序為瑪麗·珍（1851年－1867年）、莉迪亞（1852年－1882年）、伊莉莎白（1855年－1881年）、莎拉·艾倫（1857年－1939年）、凱瑟琳（1859年－1859年，夭折）、約翰（1861年－1949年）、霍爾達（1864年－1934年）和一位死產的弟弟（1865年－1865年，夭折）。安妮的父親曾參與1812年戰爭，1865年時因一場風雪而染上了失溫症，最後於1866年初逝世，安妮當時六歲。安妮的母親之後又嫁給了丹尼爾·布倫博（Daniel Brumbaugh），兩人育有一女艾蜜莉（1868年－1937年），之後她又二度守寡。
父親去世後，奧克利家陷入貧窮，因此安妮從小便無法規律地到學校學習。1870年3月15日，安妮9歲那年，她與妹妹莎拉·艾倫一同進了達克郡郡立醫院（Darke County Infirmary）。根據她在自傳中所言，醫院負責人夫婦不但照顧了她，還教她如何縫衣服。從1870年春季開始，她到當地一個家庭幫忙照顧嬰兒，那個家庭的夫婦原先想要的是年紀更大的保母。在大約兩年的工作中，它們不但偷扣安妮的薪水，還讓安妮飽受身心上的虐待，安妮過得如同奴隸。有一次，作為安妮不小心打瞌睡的懲罰，那個家庭的女主人在嚴寒的天氣中禁止她穿鞋。安妮在自傳中將夫婦倆稱呼為「狼」，她從未透露過兩人的真實姓名。
安妮七歲就會設陷阱狩獵，八歲便能開槍射擊，這些技巧都是學來幫助她的寡婦母親與年幼手足的。她會將獵物賣給俄亥俄州格林維爾的當地人，那些當地人又會將獵物賣到辛辛那提或其他城市的旅館。她還會將獵物賣給俄亥俄州北部的餐廳和旅館。靠著這項特長，安妮十五歲那年，她還清了母親農場的抵押借款。

## 初次登臺與婚姻

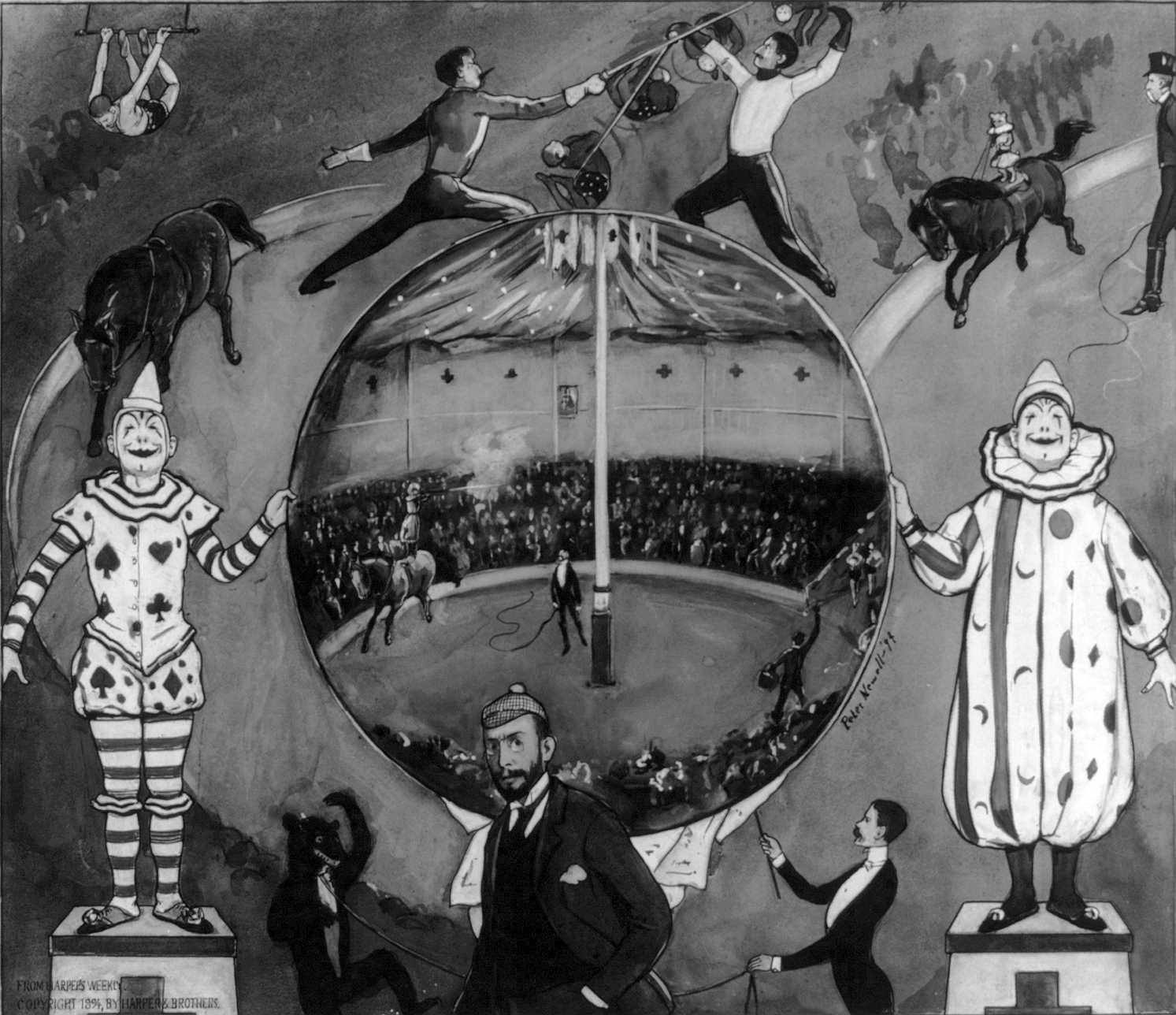
《The Amateur Circus at Nutley》 ，由美國插畫家彼得·紐厄爾（Peter Newell）於1894年時繪製。畫像中間，正騎著馬開槍射擊的女人便是安妮·奧克利。

安妮在當地漸漸地為人所知。1875年感恩節那天，鮑曼和巴特勒的射擊秀正好在辛辛那提舉行。法蘭克·E·巴特勒是一位愛爾蘭裔特技射擊表演者，他與辛辛那提一家旅館的老闆傑克·弗羅斯特（Jack Frost）以100美元（以2019年時的物價水準換算，相當於現今的2328美元）下注，說自己能夠擊敗當地任何一位射手。旅館老闆替巴特勒和15歲的安妮安排了一場射擊對決。兩人的比賽十分精采，最後巴特勒在第25次射擊中失手，因此輸了比賽和賭注。有種說法是，巴特勒雖然打中了那最後一槍，但作為目標的鳥卻在距離界線兩英尺處摔死了。在輸掉比賽後，他很快就開始向安妮求愛，一年後兩人結婚了，夫婦間並沒有生下孩子。

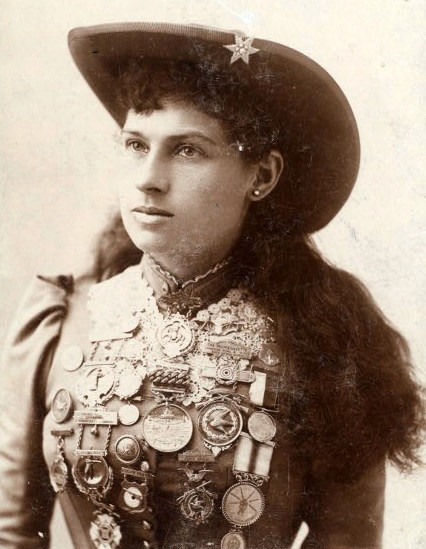
安妮·奧克利

根據《辛辛那提問訊報》的一篇現代報導，射擊比賽也許是發生是在1881年，而不是1875年。傳記作家西爾·卡斯珀（Shirl Kasper）指出，這場射擊比賽實際上是發生在1881年春天，地點也並非辛辛那提，而是在格林維爾，也許是在俄亥俄州北極星附近。如果實際的時間點是發生在1881年的話，那麼根據其他來源指出，地點可能是在辛辛那提附近的北費爾蒙特。安妮·奧克利中央基金會（Annie Oakley Center Foundation）指出，安妮曾於1875年拜訪住在辛辛那提附近的已婚姊姊莉迪亞·斯坦因（Lydia Stein）。這個資訊是錯誤的，因為莉迪亞結婚的日期實際上是在1877年。而也有人猜測，安妮和母親可能在1881年拜訪了莉迪亞，因為她得了嚴重的肺結核。另外，旅館老闆傑克·弗羅斯特一直到1879年才取得旅館的經營權。最後，「鮑曼和巴特勒的射擊秀」這個名稱最早出現是在1880年《辛辛那提問訊報》的其中一頁。他們曾於1881年和塞爾斯兄弟馬戲團簽約，並在科利瑟姆歌劇院（Coliseum Opera House）登臺演出。
無論安妮和巴特勒的比賽日期究竟在哪一年，他們都是在比賽一年後結婚的。根據安大略省檔案館收錄的檔案所記載，兩人的結婚日期是1882年6月20日，地點是在安大略省溫莎。另有許多來源指出，兩人的婚禮是在1876年8月23日，地點是在辛辛那提，但這個說法沒有能夠驗證的實際文件。此外，根據1880年美國聯邦人口普查的紀錄顯示，巴特勒的前妻亨麗埃塔·桑德斯（Henrietta Saunders）在當時仍是已婚狀態，因此巴特勒不太可能在1876年就娶了安妮。安妮在後來的職業生涯中常常謊報年齡，讓自己年輕六歲，而這也能與結婚年份的差距對上，表示1876年的說法很可能是他們自行捏造以方便謊報年齡。

## 職業生涯
在和法蘭克·E·巴特勒結婚之後，兩人在辛辛那提住了一段時間。後來她開始在表演時使用「安妮·奧克利」這個藝名，這個藝名是法蘭克取的，一般認為是取自當時兩夫妻在辛辛那提時所居住的社區：奧克利。也有人認為奧克利這個名字是來自她小時候幫她付鐵路車票錢的一位善心人士。

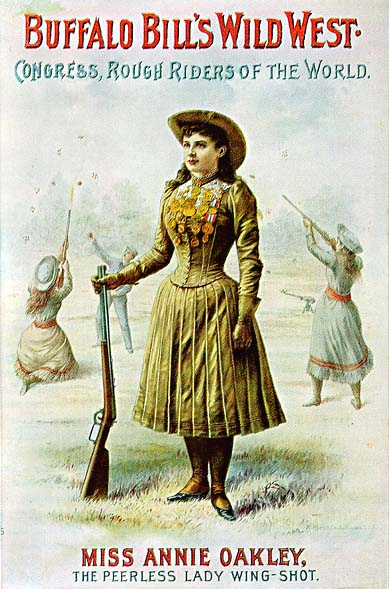
安妮·奧克利在「水牛比爾」狂野西部秀表演的海報

兩夫妻在1885年成為「水牛比爾的狂野西部秀」的成員，之後更前往美国和歐洲各地表演枪法。先入團的前輩坐牛用拉科塔語為她取了個綽號「Watanya Cicilla」（意思為「小小必中射手」），這個綽號被使用在狂野西部秀的廣告文宣中。
另一位女性神射手莉莉安·史密斯於1886年加入了狂野西部秀的表演團隊。作為競爭對手，兩人間的關係一直都很緊張。表演團隊很早就為兩人負責的表演項目進行「分工」，史密斯負責的是步槍射擊，而奧克利則負責霰彈槍。但實際上奧克利能夠熟練使用任何一種槍械，她會透過限制自己的行動來提高賭注。史密斯整整年輕奧克利11歲，這點可能讓奧克利認為受到威脅，因為奧克利後來開始告訴別人她出生於1866年，整整讓自己年輕了六歲，好縮短她和史密斯之間的年齡差距。1888年，奧克利離開了表演團隊，隔年史密斯也退出了團隊，而奧克利則在史密斯離開後再度重回團隊，剛好趕上1889年世界博覽會的表演。這場為期三年的巡迴表演讓奧克利成為了當時美國第一位的女明星。她透過表演所獲得的收入只僅次於水牛比爾本人，勝過其他的所有表演者。奧克利還會在狂野西部秀以外的其他表演中兼差，以賺取額外的收入。

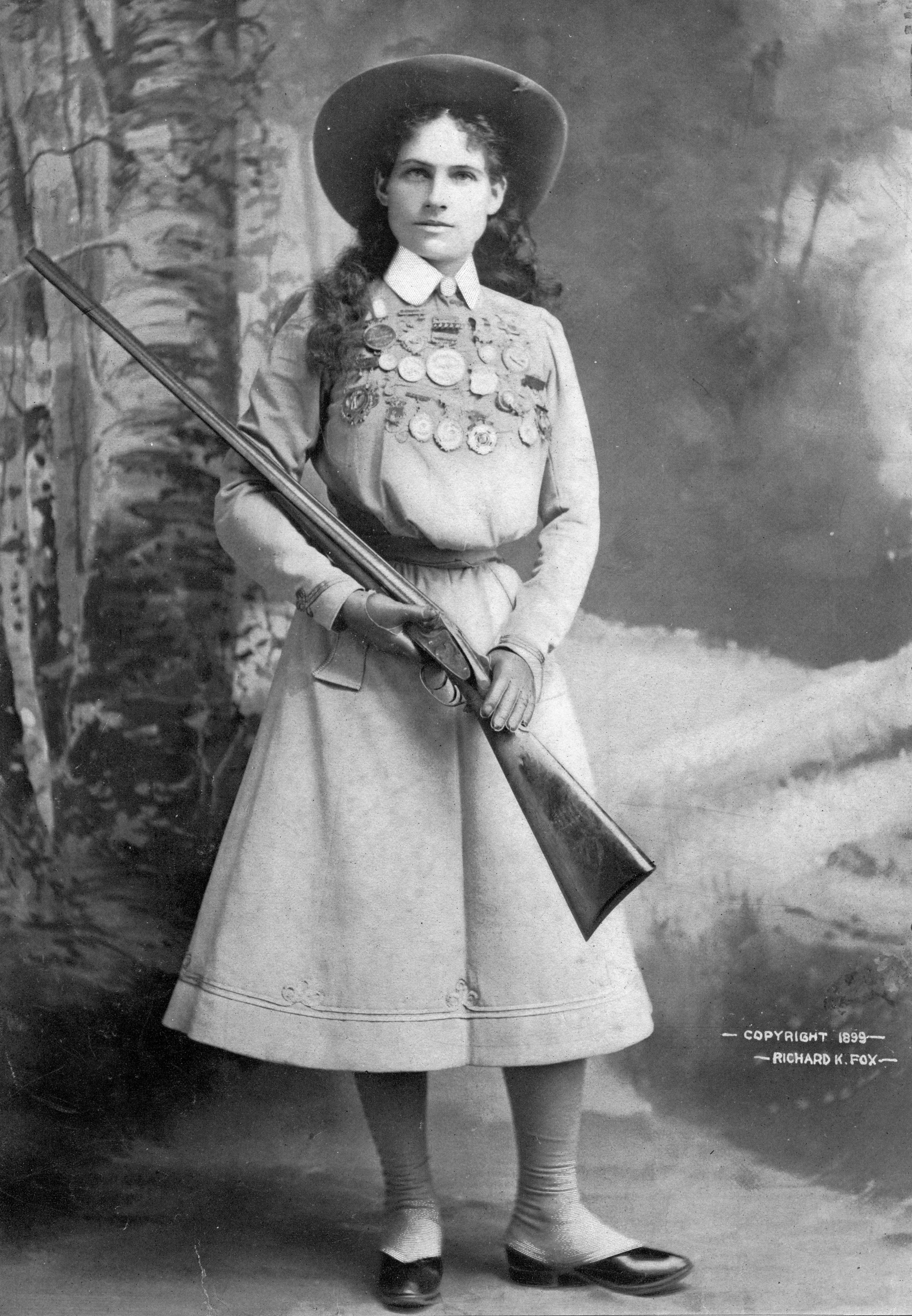
約1899年時的奧克利

安妮曾到歐洲各地巡迴表演，在許多皇室成員與後來的國家元首面前表演槍法，包括英國的維多利亞女王、義大利的翁貝托一世、法國總統瑪利·弗朗索瓦·薩迪·卡諾和德國皇帝威廉二世等人。安妮能在三十步之外，射穿紙牌狹窄的邊緣，擊中拋在空中的一角銀幣。安妮的招牌表演之一是射擊他人口中所叼香菸，她常在表演中邀請一位志願者上台充當靶子，不過沒人敢冒這個生命危險，因此這個工作總是由擔任表演助手的她丈夫法蘭克負責。德國皇帝威廉二世在皇太子時期就一直是安妮的忠實支持者，曾多次來觀賞表演，並對安妮射擊法蘭克嘴叼香菸的表演感到嘖嘖稱奇。在威廉加冕為帝後不久，有次觀賞表演時他志願要擔任這個危險表演的助手。安妮答應了，只不過她把威廉二世的雪茄放在他的手上而不是口中，並開槍射中了雪茄未燒完的灰燼。
在1892年至1904年期間，巴特勒夫婦在紐澤西州納特利建了個屬於他們的家。
此外，安妮·奧克利也是美國女性參軍的推手之一。1898年4月5日，她寫了封信給當時的總統威廉·麥金利，信中提到「如果美國與西班牙開戰的話，可以提供政府一連50人的『女神槍手』，她們會提供自己的武器與彈藥。」雖然不到一個月內美西戰爭真的爆發了，但安妮當初的提議卻沒有被政府採用。有趣的是，在美西戰爭中活躍的「莽騎兵」其命名卻是出自「水牛比爾的狂野西部及世界莽騎兵大會」（Buffalo Bill's Wild West and Congress of Rough Riders of the World），也就是「水牛比爾的狂野西部秀」後來的名稱。而安妮正好是他們的主打明星。
安妮後來在一次火車意外中受傷，結束了演出生涯。

### 《狂野西部的小小必中射手》電影演出
發明家湯瑪斯·愛迪生是狂野西部秀的老闆水牛比爾的朋友，愛迪生曾為狂野西部秀蓋起當時世界最大的發電廠。1894年9月24日，水牛比爾與他旗下的15名印地安藝人在兩部早期的活動電影放映機電影中出演。
1894年11月1日，安妮與法蘭克出演了愛迪生的無聲電影《狂野西部的小小必中射手》（又名《安妮·奧克利》），拍攝地點是愛迪生的黑瑪利亞攝影棚。這是最早的西部題材電影之一，影片內容展示了安妮的步槍射擊技巧，而法蘭克也作為表演助手登場。

## 晚年

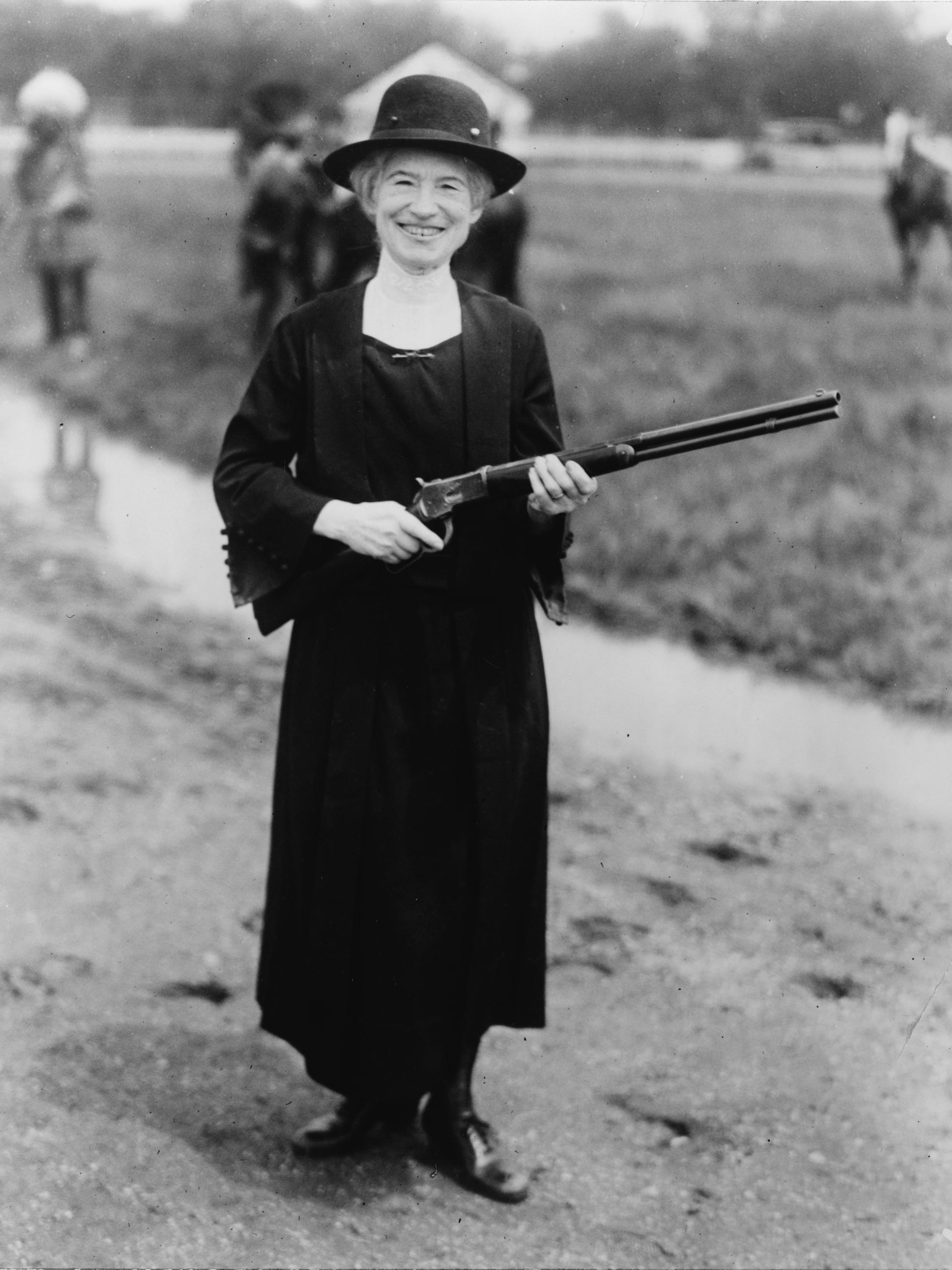
晚年的安妮·奧克利（1922年）

1912年，步入中年的巴特勒夫婦在馬里蘭州劍橋蓋了棟磚頭房子，這房子後來被叫做安妮·奧克利之家，在他們死後的1966年被列入國家史蹟名錄。1917年，夫婦倆搬到北卡羅萊納州並重新走入大眾的視線中。
安妮於1926年病逝於俄亥俄州格林維爾，死因為惡性貧血。死亡證明書上所使用的名字是安妮·奧克利·巴特勒（Annie Oakley Butler）。據說法蘭克在妻子死後悲痛萬分，透過絕食在安妮死後的18天因營養不良和飢餓而死亡。根據另一本傳記中的記載，死亡證明上將他的死因列為衰老死亡。法蘭克過世後，人們將他的屍體與安妮的骨灰葬在一起。

## 大眾文化中的安妮·奧克利
- 《安妮·奧克利（英语：Oakley, Cincinnati）》（1935年），美國電影，由芭芭拉·史坦威飾演安妮。
- 《飛燕金槍（英语：Annie Get Your Gun (musical)）》（1946年），百老匯早期的主要音樂劇之一，此劇改編自安妮·奧克利與她的丈夫的故事，由埃塞爾·默爾曼飾演安妮。該作品之後於1950年改編成同名電影《飛燕金槍（英语：Annie Get Your Gun (film)）》，由贝蒂·赫顿飾演安妮。
- 《安妮·奧克利（英语：Annie Oakley (TV series)）》（1954年－1956年），美國電視劇，由蓋兒·戴維斯（英语：Gail Davis）飾演安妮。
- 《西塞英雄譜》（1976年），美國電影，由傑拉爾丁·卓別林（英语：Geraldine Chaplin）飾演安妮。
- 《Tall Tales & Legends（英语：Tall Tales & Legends）》（1985年），獨立單元劇，由潔美·李·寇蒂斯飾演安妮。
- 《水牛女孩（英语：Buffalo Girls）》（1990年），賴瑞·麥可莫特瑞（英语：Larry McMurtry）所著小說，以歷史上另一位西部女射手災星簡為故事主角。1995年改編為同名迷你影集《水牛女孩（英语：Buffalo Girls (miniseries)）》，由瑞芭·麥肯泰爾飾演安妮。
- 安妮·奧克利之名出現在遊戲惡靈勢力2的角色對白中，當玩家操作女性角色蘿雪兒(Rochelle)，並使用步槍擊殺特殊感染者時，艾利斯（Ellis）便會稱讚玩家:「哇!妳就跟安妮·奧克利一樣厲害!」(Well goddamn, Annie Oakley.)